# Відрада
Відра́да — село у складі Балтської міської громади у Подільському районі, Одеська область. Раніше було підпорядковано Білинській сільській раді.
На півдні межує з селом Акулинівка, на південному сході з селом Петрівка.

## Історія
7 (20) листопада 1917 року, відповідно до Третього Універсалу Української Центральної Ради, увійшло до складу Української Народної Республіки.
12 червня 2020 року, відповідно до Розпорядження Кабінету Міністрів України від № 724-р «Про визначення адміністративних центрів та затвердження територій територіальних громад Одеської області», увійшло до складу Балтської міської територіальної громади.
19 липня 2020 року, в результаті адміністративно-територіальної реформи і ліквідації Балтського району, село увійшло до складу новоутвореного Подільського району.

## Населення
Згідно з переписом 1989 року населення села становило 54 особи, з яких 18 чоловіків та 36 жінок.
За переписом населення 2001 року в селі мешкала 41 особа.

### Мова
Розподіл населення за рідною мовою за даними перепису 2001 року:
| Мова       | Відсоток |
| ---------- | -------- |
| українська | 83,72 %  |
| російська  | 13,95 %  |